# کلرمونت (کالیفرنیا)
کلرمونت (به انگلیسی: Claremont) شهری در شهرستان لس‌آنجلس ایالت کالیفرنیا است که در سرشماری سال ۲۰۱۰ میلادی، ۳۴۹۲۶ نفر جمعیت داشته است.